# Jorge Fernando (actor)
Jorge Fernando de Medeiros Rebello (Río de Janeiro, 29 de marzo de 1955-Río de Janeiro, 27 de octubre de 2019) fue un actor y director de televisión brasileño, hijo de la también actriz Hilda Rebello. Conocido artísticamente como Jorge Fernando o con el diminutivo Jorginho.

## Biografía
Desde joven comenzó tomando clases de teatro en el Colegio Estadual Visconde de Cairu, en el suburbio carioca de Méier, donde tuvo sus primeros contactos con el arte.
Inició su carrera profesional en televisión como actor en la serie Ciranda, cirandinha de 1978 en el papel de Reinaldo (Rei) y en teatro con el espectáculo Zoológico, dirigido y actuado por él mismo y producido por su madre. Fue director de núcleo de la Rede Globo (cadena de televisión brasileña). Se destacó con las impactantes e innovadoras «novelas de las siete» de los años ochenta escritas por Silvio de Abreu y Cassiano Gabus Mendes, reinventando el género las telenovelas.
Tras todo su suceso como actor y director, el 27 de octubre de 2019, Jorge Fernando falleció en el Hospital Copa Star, en Río de Janeiro, Brasil, debido a un paro cardíaco a consecuencia de un aneurisma de la aorta.

## Como director
| Año       | Programa                        |
| --------- | ------------------------------- |
| 1981-1982 | Jogo da Vida                    |
| 1982      | Sétimo Sentido                  |
| 1982-1983 | Sol de Verão                    |
| 1983-1984 | Guerra dos Sexos                |
| 1984-1985 | Vereda Tropical                 |
| 1986      | Cambalacho                      |
| 1987      | Brega & Chique                  |
| 1989      | Que Rei Sou Eu?                 |
| 1990      | Rainha da Sucata                |
| 1991-1992 | Vamp                            |
| 1992-1993 | Deus Nos Acuda                  |
| 1995      | La próxima víctima              |
| 1996      | Vira Lata                       |
| 1997-1998 | Zazá                            |
| 1998      | Era Uma Vez...                  |
| 1999-2000 | Vila Madalena                   |
| 2000-2001 | Sai de Baixo                    |
| 2000-2003 | Gente Inocente                  |
| 2001-2002 | As Filhas da Mãe                |
| 2003-2004 | Chocolate con pimienta          |
| 2005-2006 | Alma gemela                     |
| 2005-2006 | TV Xuxa,«Especial Xuxa 20 años» |
| 2007-2008 | Siete pecados                   |
| 2008      | Nada Fofa                       |
| 2009-2010 | Acuarela del amor               |
| 2010-2011 | Cuchicheos                      |
| 2011      | Macho Man (3 episodios)         |
| 2012      | Dercy de Verdade                |
| 2012-2013 | Guerra dos Sexos                |
| 2013-2014 | Divertics                       |
| 2014-2015 | Por siempre                     |
| 2016      | Êta Mundo Bom!                  |

## Como actor
| Año  | Programa/novela        | Papel                                                             |
| ---- | ---------------------- | ----------------------------------------------------------------- |
| 1978 | Ciranda, Cirandinha    | Reinaldo                                                          |
| 1979 | Pai Herói              | Cirilo                                                            |
| 1980 | Água Viva              | Jáder                                                             |
| 1983 | Guerra dos Sexos       | Guarda do zoológico / segurança da bienal / porteiro do heliporto |
| 1985 | Roque Santeiro         | Lúcio Armando                                                     |
| 1988 | Bebê a Bordo           | Zetó                                                              |
| 1989 | Que Rei Sou Eu?        | Guarda do palácio                                                 |
| 1990 | Rainha da Sucata       | Rabello                                                           |
| 1991 | Vamp                   | Vicentinho                                                        |
| 1992 | Deus Nos Acuda         | Brasil                                                            |
| 1997 | Zazá                   | Gastão                                                            |
| 1998 | Era Uma Vez            | Frei João                                                         |
| 1999 | Sai de Baixo           | Gigolô                                                            |
| 2000 | Você Decide            | Paulo                                                             |
| 2004 | Chocolate con pimienta | Crispim                                                           |
| 2008 | Nada Fofa              | Kélio                                                             |
| 2009 | Acuarela del amor      | Profesor Gilberto                                                 |
| 2009 | Malhação               | Paulo Mattos                                                      |
| 2011 | Macho Man              | Nelson (Zuzu)                                                     |
| 2013 | Guerra dos Sexos       | Wanderley                                                         |
| 2015 | Por siempre            | El mismo                                                          |

## En cine
| Año  | Película           | Personaje          |
| ---- | ------------------ | ------------------ |
| 2008 | A Guerra dos Rocha | Cassiano/Cassandra |
| 2006 | Xuxa Gêmeas        | Palhaço            |
| 2006 | Se Eu Fosse Você   | Ufologista         |
| 1993 | Alma Corsária      | Magalhães          |

## Otros
Además de trabajar en teatro y en televisión, también dirigió los espectáculos Destino de Aventureiro (con Ney Matogrosso); Desejos, de la cantante Simone; Sempre Mais, y Não Perca o Tom (con Tom Cavalcante). Dirigió a Sidney Magal, Guilherme Arantes, Elba Ramalho, Popular Brasileiro, Leão do Norte, Chitãozinho e Xororó, Leandro & Leonardo, Edson Cordeiro y Zezé di Camargo y Luciano.
En 2004 tuvo su estreno como director de cine, con la película Sexo, Amor e Traição.

## Premios y nominaciones
| Año  | Premio             | Categoría   | Nominación                 | Resultado |
| ---- | ------------------ | ----------- | -------------------------- | --------- |
| 2011 | Prêmio Extra de TV | Mejor actor | Nelson (Zuzu) en Macho Man | Nominado  |